# Dicta Boelcke

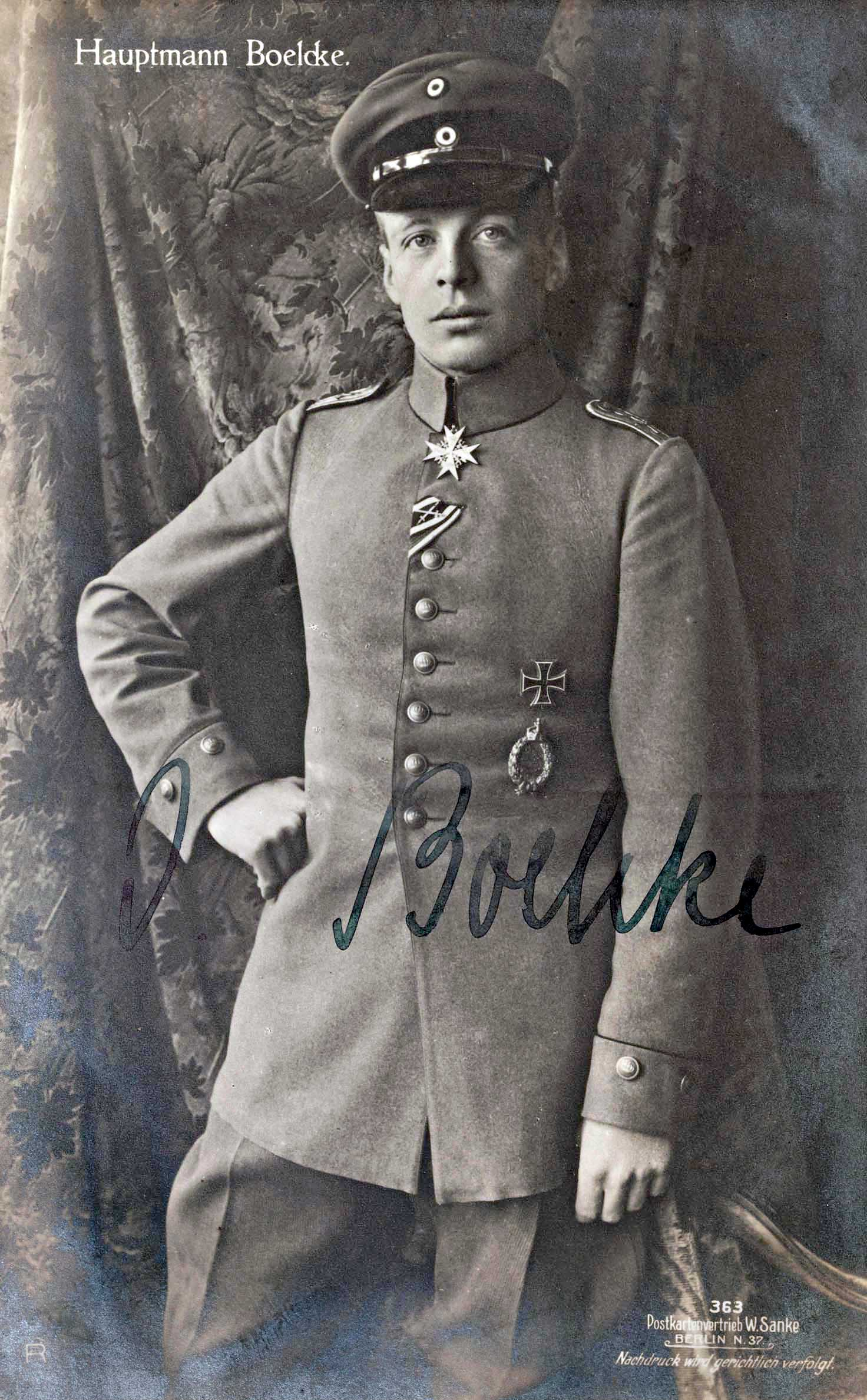
Oswald Boelcke

Le Dicta Boelcke est une liste de huit règles fondamentales applicables en combat aérien, formulée par Oswald Boelcke durant la Première Guerre mondiale. Certaines de ces règles sont encore applicables de nos jours.

## Avantages
« Donnez-vous l’avantage avant d’attaquer et gardez si possible le soleil derrière vous. »
Les « avantages » en combat aérien incluent : la vitesse, l'altitude, la surprise, les performances de l'appareil et la supériorité numérique.

### La vitesse
La vitesse est un facteur critique. Le pilote ayant la plus grande vitesse a le contrôle du combat. Il a le choix de cesser le combat et partir quand il veut. Le pilote ayant la plus faible vitesse est obligé de rester sur la défensive. Il ne peut cesser le combat sans risques. Un appareil rapide permet d'effectuer des manœuvres évasives et d'attaques plus élaborées, donnant ainsi à son pilote plus d'options. Un appareil proche de sa vitesse de décrochage ne peut guère faire plus qu'une ligne plus ou moins droite.
La vitesse des avions de 1914 et 1915, en moyenne 150 km/h, permettait juste de les faire décoller sans plus de fantaisie. La vitesse en vol horizontal était correcte mais l'ascension en altitude prenait plusieurs minutes en divisant la vitesse de pointe par deux. Mettre son appareil en piqué permettait alors de récupérer près de 1 fois et demie sa vitesse de pointe. À partir de 1916, les progrès techniques firent que les avions de combat purent commencer à dépasser régulièrement les 200 km/h.

### L'altitude
Voler au-dessus de son adversaire permet au pilote de contrôler si, quand, et où aura lieu l'affrontement. Lorsque les circonstances sont favorables à une attaque (Cf. la règle « patience », infra), même si cela ne dure qu'un court moment, il peut rapidement, grâce à sa vitesse de piqué, en tirer parti. Faisant cela, il acquiert de plus l'avantage « vitesse » (Cf. la règle correspondante) au moins pour une période, même si l'appareil ennemi est de performance équivalente ou supérieure. À l'inverse, si l'adversaire plus bas possède plus « d'avantages » et souhaite engager, il lui faudra monter à grand peine et avec une forte perte de vitesse, permettant au pilote plus haut, soit de profiter de cette faiblesse pour placer une attaque, soit de prendre une bonne longueur d'avance et ainsi éviter le combat, ou au moins le déplacer vers un lieu plus favorable.
Cette règle était cruciale au cours de la Première Guerre mondiale. Les avions de l'époque avaient un taux de montée très faible et une vitesse fortement réduite, ainsi qu'une forte traînée réduisant très rapidement la vitesse. L'altitude, et l'énergie potentielle ainsi durement gagnée, devaient être utilisées avec stratégie.

### La surprise
Être le premier à tirer avant que son adversaire puisse riposter est la plus sûre et la plus efficace des méthodes d'attaque. De très nombreuses victoires en combat aérien furent obtenues durant la première passe d'attaque. À une époque où il n'existait pas de radar, un pilote pouvait surprendre son adversaire en se camouflant dans les nuages, la brume, en utilisant les angles morts de l'ennemi ou l'éblouissement provoqué par le soleil.

### Les performances
Connaître les forces, les faiblesses et les capacités de son appareil et celui de son ennemi est essentiel. Qui est le plus rapide, qui peut virer plus court, combien sont-ils… sont des questions essentielles que le pilote doit se poser avant toute chose. Un des élèves de Boelcke, Manfred von Richthofen, aussi connu sous le nom de Baron rouge devient le plus grand as de la première Guerre mondiale en appliquant ces règles (80 victoires homologuées).
Un exemple documenté permet de mettre en lumière l'efficacité des règles de Boelcke : le 17 septembre 1916 au sud de Cambrai, Boelcke et son escadrille de chasse Jasta 2 croisèrent une formation de bombardiers et de chasseurs ennemis au-dessus de leurs lignes. Boelcke choisit de ne pas foncer dans le tas, prit de l'altitude et se plaça entre le soleil et la formation ennemie. L'escadrille allemande patienta en effectuant des cercles au-dessus des ennemis afin d'attaquer au moment opportun. Au moment où les pilotes des bombardiers, leurs observateurs et les chasseurs d'escorte étaient plus préoccupés par les effets de leur bombardement que par la surveillance des alentours, Boelcke donna le signal de l'attaque à sa Jasta. Bilan : de nombreux avions ennemis abattus contre aucune perte allemande. À noter que von Richthofen obtint sa première victoire homologuée durant cette attaque (F.E.2b du no 11 Squadron RFC).

## Combattre jusqu'au bout
« N’interrompez jamais une attaque en cours. »
Les pilotes novices sont prompts au combat mais la peur peut les pousser à rompre le combat et battre en retraite. Le résultat inévitable en combat aérien est que le chasseur devient la proie : l'ennemi se plaçant facilement dans les 6 heures du fuyard, celui-ci devint une cible facile. Boelcke apprit qu'il valait mieux rester au contact et attendre que son adversaire commette une erreur ou batte en retraite que rompre le combat. La fuite annule donc tous les avantages initiaux du pilote.
Le 23 novembre 1916 au-dessus de Ligny-Thilloy, Manfred von Richthofen affronte en combat tournoyant l'as anglais Lanoe Hawker, chacun essayant de se placer derrière son adversaire. Comme les deux pilotes appliquent la règle 2 de Boelcke à la lettre, ils cerclèrent sans fin, ne voulant pas céder le premier et finissent par arriver près du sol et des lignes allemandes. Hawker, à court de carburant, dut choisir entre atterrir et se faire capturer ou fuir. Il choisit la fuite, et von Richthofen put passer derrière lui et l'abattre, obtenant sa 11e victoire confirmée.

## Patience
« Tirez seulement quand vous vous trouvez près de l’adversaire et quand il est clairement en vue. »
L'erreur courante du pilote débutant sera de commencer à tirer dès qu'un avion ennemi est en vue. Un tir effectué à une distance de 1 000 m aura peu de chances d'atteindre sa cible. De plus l'éclair et le bruit de la mitrailleuse alerteront le pilote ennemi qui aura le temps de mettre en place sa riposte.
Les mitrailleuses équipant les avions de chasse de la Première guerre mondiale n'étaient pas réputées pour être précises à longue portée. En ajoutant le fait que le pilote devait ajuster une cible mouvante, que lui-même était en mouvement et que la mitrailleuse de capot avait tendance à bouger lors des tirs, c'était un miracle quand quelqu'un arrivait à toucher quelque chose. Boelcke préférait donc s'approcher à 100 m ou moins avant d'ouvrir le feu. Sachant que lorsque le bruit de son arme était entendu, il n'y avait plus d'effet de surprise, il valait mieux que les premiers tirs soient les plus efficaces.
Un autre aspect à ne pas négliger pour expliquer que chaque tir compte est le nombre limité de munitions qu'un appareil de l'époque pouvait embarquer, à savoir une centaine de balles (plus ou moins 60 s de tir soutenu). Recharger son arme en vol était dangereux voire impossible. Tirer au jugé n'étant pas une option viable, chaque tir devait être fait avec attention. Au début de la Guerre, lorsqu'un certain esprit chevaleresque régnait encore, il n'était pas rare que des pilotes laissent partir leur adversaire arrivé à court de munitions. Cependant, avec la Guerre totale, ce genre de courtoisie ne dura pas longtemps.

## Vigilance
« Surveillez toujours l’adversaire et ne vous laissez jamais duper par ses ruses. »
Le fait de toujours surveiller son adversaire peut paraître une évidence mais doit être rappelé. Dans un combat aérien se déroulant en trois dimensions, il est assez facile de perdre de vue son adversaire. Une reformulation de cette règle pourrait être : « Ne présumez jamais que vous savez où est ou sera votre adversaire ». Si un pilote perd son adversaire, c'est l'adversaire qui a l'avantage.
Un pilote victorieux ne se laisse jamais distraire par son adversaire. Une ruse courante consistait à faire croire à son adversaire que l'on avait été touché en faisant partir son avion dans une vrille incontrôlée, du moins en apparence, avant de repartir afin de se sortir d'une situation délicate. Cette pratique se basait sur le fait qu'à l'époque, il n'était pas chevaleresque de continuer à tirer sur un adversaire en perdition. Boelcke reconnut par la suite que trop d'adversaires purent s'en sortir et revenir combattre grâce à cette ruse. Mais faire la guerre pour son pays n'est pas un sport. Boelcke alla donc contre le principe de l'époque qui voulait que l'on passe à autre chose quand l'avion ennemi partait en vrille. S'il s'agissait d'une ruse le pilote ennemi pouvait, en se rétablissant au dernier moment, s'enfuir ou revenir à l'attaque, et même gagner avec l'avantage de la surprise. Boelcke voulait que ses élèves suivent leur adversaire jusqu'au bout pour vérifier qu'il était bien hors de combat ou l'abattre si ce n'était pas le cas.

## Attaque par l'arrière
« Quelle que soit l’attaque, il est important de surprendre l’adversaire par derrière. »
Faire feu sur un avion qui croise sa trajectoire nécessite une certaine technique, car il faut compenser la vitesse de sa cible mouvante en tirant en avant de sa position. Même si de nombreux pilotes sont capables de faire le calcul mental nécessaire pour ajuster leur tir, la plupart ne s'aventurent pas à cela en combat. Prendre en compte la vitesse de sa cible, sa propre vitesse, la balistique de ses munitions ainsi que les calculs de trajectoires en plein milieu d'un combat aérien peut être fastidieux voire mortel.
Positionner son attaque de face ou par derrière nécessite peu ou pas de calculs de correction de tir, mais attaquer de face revient à s'exposer aux tirs ennemis. Il est donc plus sûr et plus efficace de surprendre son ennemi par derrière.
Pour contrer cette tactique, les bombardiers et biplaces furent équipés d'armements défensifs tirant vers l'arrière.

## Confrontation
« Quand l’adversaire pique vers vous, n’essayez pas de l’éviter mais volez dans sa direction. »
La réaction instinctive des pilotes novices face à un adversaire qui fond sur eux, est de virer pour fuir. Cette action n'a pour résultat que d'exposer la partie arrière de son appareil avec les conséquences décrites dans la règle précédente. Boelcke explique qu'un pilote doit maîtriser son instinct. La seule solution face à une attaque est de faire face à son ennemi. Au mieux l'attaquant est ainsi forcé de passer sur la défensive, au pire la situation reste incertaine mais cela est toujours mieux que de présenter ses 6 heures.
Même si la montée pour répondre à cette attaque engendre une perte de vitesse, il est préférable de maintenir cette contre-attaque car cela permet de riposter et de réduire le laps de temps où l'ennemi peut faire feu (en raison de l'augmentation de la vitesse relative entre les deux appareils). Pour finir, si aucun des deux appareils n'est abattu après cette passe frontale, l'attaquant est obligé de manœuvrer pour sortir de son piqué tandis que le défenseur est en position favorable pour faire le tour et contre-attaquer.

## Repli
« Quand vous volez au-dessus des lignes ennemies, n’oubliez jamais votre itinéraire de repli. »
Si un pilote choisit de fuir face à un ennemi supérieur en nombre ou doit rentrer avec un appareil endommagé, il est essentiel qu'il ne perde pas de temps à trouver la bonne direction. Même si cela peut sembler une évidence, Boelcke trouvait nécessaire d'insister sur ce point. De nombreux pilotes à l'époque furent abattus derrière les lignes ennemies parce qu'ils s'étaient trompés de direction. C'est le non-respect de cette règle qui fut fatal à von Richthofen le 21 avril 1918. Durant la première Guerre mondiale, la navigation aérienne était exclusivement basée sur l'observation de repères au sol. Ainsi, prendre des points de repère réguliers permettait au pilote de ne pas s'égarer, et pouvait faire la différence entre la sécurité et la captivité - ou la mort.

## Escadrilles
« Pour les escadrilles : agissez toujours par groupes de quatre ou six. Quand le combat s’éparpille, évitez que plusieurs avions attaquent un seul adversaire. »
Au début de la Première Guerre mondiale, les combats aériens étaient plutôt des duels. Les premiers as, comme Adolphe Pégoud, Roland Garros, Oswald Boelcke, ou Max Immelmann faisaient des sorties de combat uniquement en solo. Au fur et à mesure de l'avancée de la Guerre, le nombre de machines occupant l'espace aérien augmenta. Les appareils de reconnaissance sortaient en formation pour s'assurer d'une protection mutuelle ou étaient escortés par des chasseurs. Boelcke reconnut que l'ère du chasseur solitaire était révolue. Ceux qui ne s'adaptaient pas étaient voués à faire face à trop d'ennemis en même temps. Boelcke enseigna à ses élèves la nécessité de travailler en équipe et n'hésitait pas à réprimander celui qui agissait trop indépendamment. Attaquer en équipe permettait au leader de se concentrer sur sa cible, tandis que ses ailiers assuraient sa protection.
Les batailles aériennes vers la fin de la guerre virent s'affronter en même temps plusieurs dizaines d'appareils. Lorsque les pilotes d'un camp étaient désavantagés sur le plan numérique, il était alors important qu'ils ne choisissent pas la même cible qu'un coéquipier. D'une part il est impossible à deux appareils de faire feu en même temps en poursuivant la même cible et d'autre part, cela laisse une opportunité à un adversaire de se glisser derrière.
C'est ainsi que la tactique leader-ailier est devenue une des clés de succès et de la survie dans les combats aériens.

## Autre traduction littérale
Un article de la revue Air Actualités de mai 2021 (n° 739) sur Oswald Boelcke produit la photographie d'une feuille de papier sur laquelle est inscrite la Dicta Boelcke. Cette note est tamponnée avec un timbre sur lequel est inscrit "Brief Stempel" et sur le pourtour de ce timbre "Konigl. Preuss. Jagdstaffel 2". Cette note est rédigée en caractères gothiques et est signée à l'encre noire : "Boelcke". 
La traduction de cette note dactylographiée pourrait être :
1. Essayez d'assurer vos avantages avant d'attaquer. Si possible, gardez le soleil derrière vous.
2. N'arrêtez jamais une attaque que vous avez commencée.
3. Tirez quand vous êtes au plus près et seulement quand votre ennemi apparait correctement dans votre viseur.
4. Gardez toujours un œil sur votre ennemi et ne vous laissez pas tromper par ses ruses.
5. Dans toutes vos formes d'attaque, il est essentiel d'attaquer votre ennemi par derrière.
6. Si votre ennemi fonce face à vous, n'essayez pas d'éviter son assaut mais volez à sa rencontre.
7. Quand vous êtes sur les lignes ennemies, n'oubliez jamais votre voie de repli.
8. En général : attaquez en principe à quatre ou six. Quand le vol se transforme en combats singuliers, faites attention que plusieurs n'attaquent pas le même ennemi.